# 贝尔新城
贝尔新城（法語：Villeneuve-de-Berg，法語發音：[vilnœv də bɛʁ]）是法国阿尔代什省的一个市镇，位于该省南部偏东，属于拉让蒂耶尔区。

## 地理
贝尔新城（44°33'25"N, 4°30'8"E）面积24.61 平方千米，位于法国奥弗涅-罗讷-阿尔卑斯大区阿尔代什省，该省份为法国东南部内陆省份，北起顺时针与卢瓦尔省、伊泽尔省、德龙省、沃克吕兹省、加尔省、洛泽尔省和上盧瓦爾省接壤。
与贝尔新城接壤的市镇（或旧市镇、城区）包括：阿尔巴拉罗迈讷、米拉贝勒、罗什科隆布、圣昂代奥勒德贝尔、圣日耳曼、圣让勒桑特尼耶、圣莫里斯迪比。
贝尔新城的时区为UTC+01:00、UTC+02:00（夏令时）。

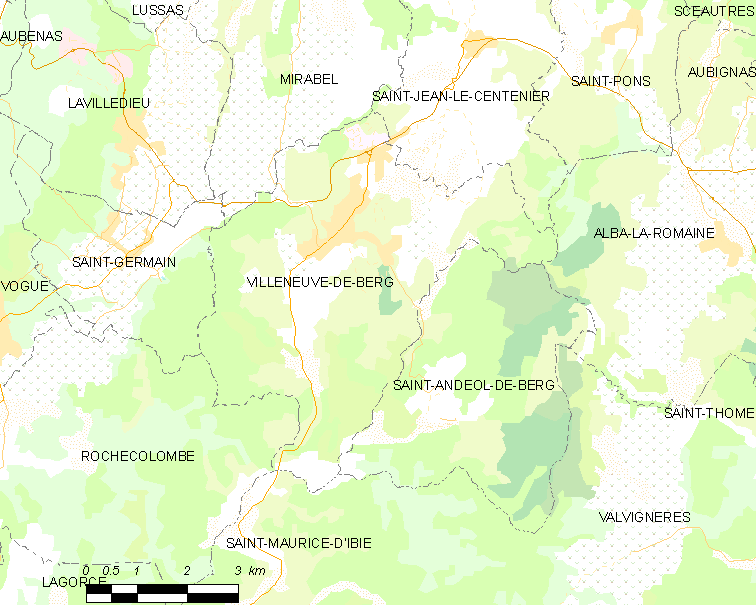
贝尔新城的OSM定位图

## 行政
贝尔新城的邮政编码为07170，INSEE市镇编码为07341。

## 政治
贝尔新城所属的省级选区为贝尔-埃尔维县。

## 人口

1962-2008年间贝尔新城人口变化图示

贝尔新城于2022年1月1日时的人口数量为3031人。